# 鲍山街道
鲍山街道，是中华人民共和国山東省济南市历城区下辖的一个街道办事处，2010年5月由原王舍人镇分拆而出。

## 行政区划
鲍山街道下辖以下地区：
殷陈村、赵家庄村、裴家营村、韩仓一村、韩仓二村、韩仓三村、候家庄村、刘家庄村、胥家村、梁王一村、梁王二村、梁王三村、梁王四村、路家村、纸坊村、路家洼村、裴家村、南滩头村、北滩头村、曲家村、孙家卫村、刘家村、川流村、简家屯村和济钢新村类似社区。

## 人口
2010年中国第六次人口普查时，鲍山街道共有人口80175人。共有家庭23859户，平均每户2.97人。14岁以下的少年儿童共11897人，占总人口14.83%；15-64岁人口共60303人，占总人口75.21%；65岁及以上的老年人共7975人，占总人口的9.946%。男性共计42174人，占总人口52.60%；女性共计38001，占总人口47.39%。本地居住的人口中，拥有本地户籍的人口为72158人，占90.00%。